# FC Union Wels
Fußballclub Union Wels w skrócie FC Union Wels – austriacki klub piłkarski, grający w niegdyś w pierwszej lidze austriackiej z siedzibą w mieście Wels.

## Historia
Klub został założony w 1946 roku. W sezonie 1981/1982 klub awansował z drugiej ligi do pierwszej ligi. W sezonie 1982/1983 zajął w niej 14. miejsce i utrzymał się, jednak w sezonie 1983/1984 był piętnasty i powrócił do drugiej ligi. W 2003 roku klub połączył się z SK Eintracht Wels tworząc FC Wels.

## Historia występów w pierwszej lidze
| Sezon     | Pozycja      | M  | Pkt. | Z | R | P  | GZ | GS |
| --------- | ------------ | -- | ---- | - | - | -- | -- | -- |
| 1982/1983 | 14.          | 30 | 20   | 6 | 8 | 16 | 27 | 46 |
| 1983/1984 | 15. (spadek) | 30 | 14   | 4 | 6 | 20 | 22 | 69 |

## Stadion
Domowe mecze klub rozgrywał na stadionie o nazwie Union-Stadion Wels, położonym w mieście Wels. Stadion mógł pomieścić 5000 widzów.